# Marco Zwyssig
Marco Zwyssig (født 24. oktober 1971 i St. Gallen, Schweiz) er en tidligere schweizisk fodboldspiller (midterforsvarer).
Zwyssig spillede det meste af sin klubkarriere i hjemlandet, hvor han primært var tilknyttet FC St. Gallen i sin fødeby samt storklubben FC Basel. Med Basel var han med til at vinde to schweiziske mesterskaber, i henholdsvis 2002 og 2004. Han spillede også et halvt år hos FC Tirol Innsbruck i Østrig, hvor han i 2002 blev noteret for at have vundet den østrigske Bundesliga, selvom han på daværende tidspunkt allerede havde forladt klubben.

## Landshold
Zwyssig spillede desuden, mellem 2000 og 2004, 20 kampe og scorede ét mål for det schweiziske landshold. Han var en del af det schweiziske hold til EM i 2004 i Portugal. Han kom dog ikke på banen i turneringen, hvor schweizerne røg ud efter det indledende gruppespil.